# City Hunter/Episodenliste
Diese Episodenliste enthält alle Episoden der japanischen Animeserie City Hunter, sortiert nach der japanischen Erstausstrahlung. Insgesamt wurden zwischen 1987 und 1991 140 Episoden in 4 Staffeln produziert; die erste Staffel wurde auf dem japanischen Sender Nippon TV ausgestrahlt und die übrigen drei Staffeln bei Yomiuri TV.

Die deutschsprachige Erstausstrahlung der ersten beiden Staffeln fand unter dem Titel City Hunter – Ein Fall für Ryo Saeba vom 2. Oktober 1998 bis 10. März 1999 auf dem Pay-TV-Sender K-Toon von Montag bis Freitag um 22:30 Uhr statt. Die dritte und vierte Staffel wurden bisher nicht im deutschen Fernsehen ausgestrahlt oder veröffentlicht.

## Staffel 1 (City Hunter)
| Nr. (ges.) | Nr. (St.) | Deutscher Titel                     | Originaltitel | Erstausstrahlung Japan | Deutschsprachige Erstausstrahlung (D/A/CH) | Regie                        | Drehbuch           |
| ---------- | --------- | ----------------------------------- | --- | ---------------------- | ------------------------------------------ | ---------------------------- | ------------------ |
| 1          | 1         | Der unheimliche Fremde              | 粋なスイーパー XYZは危険なカクテル Ikina suīpā XYZ wa kiken'na kakuteru                                                                              | 6. Apr. 1987           | 2. Okt. 1998                               | Kenji Kodama & Kiyoshi Egami | Hiroyuki Hoshiyama |
| 2          | 2         | Zu früh zum Sterben                 | 私を殺して!! 美女に照準は似合わない Watashi o koroshite!! Bijo ni shōjun wa niawanai                                                                 | 13. Apr. 1987          | 5. Okt. 1998                               | Tetsuro Amino                | Yasushi Hirano     |
| 3          | 3         | Die letzte Runde                    | 愛よ消えないで! 明日へのテンカウント Ai yo kienaide! Ashita e no tenkaunto                                                                           | 20. Apr. 1987          | 6. Okt. 1998                               | Takashi Imanishi             | Yasushi Hirano     |
| 4          | 4         | Willkommen in der Hölle             | 美女蒸発（レディーバニッシュ）!! ブティックは闇への誘い Bijo jōhatsu (redībanisshu)!! Butikku wa yami e no sasoi                                     | 27. Apr. 1987          | 7. Okt. 1998                               | Yuzo Aoki                    | Junki Takegami     |
| 5          | 5         | Die schwarze Hand                   | グッバイ槙村 雨の夜に涙のバースデー Gubbai Maki-mura ame no yoru ni namida no bāsudē                                                                 | 4. Mai 1987            | 8. Okt. 1998                               | Tsuneo Tominaga              | Toshiki Inoue      |
| 6          | 6         | Die Geister der Vergangenheit       | 恋しない女優 希望へのラストショット Koi shinai joyū kibō e no rasutoshotto                                                                           | 11. Mai 1987           | 9. Okt. 1998                               | Kiyoshi Egami                | Junki Takegami     |
| 7          | 7         | Der zweite Tod                      | 心ふるえる銃声 悲しきロンリーガール Kokoro furueru jūsei kanashiki ronrīgāru                                                                         | 18. Mai 1987           | 12. Okt. 1998                              | Tetsuro Amino                | Hiroyuki Hoshiyama |
| 8          | 8         | Das Geheimnis der Krone             | 美人に百発百中（ワンホールショット）?! 女刑事（デカ）には手を出すな Bijin ni hyappatsuhyakuchū (wanhōrushotto)?! On'na keiji (deka) ni wa tewodasuna | 25. Mai 1987           | 13. Okt. 1998                              | Mitsuko Kase                 | Sōji Yoshikawa     |
| 9          | 9         | Gefährliche Spiele                  | ギャンブルクィーン 華麗なる恋の賭け Gyanburuku~īn kareinaru koi no kake                                                                              | 1. Juni 1987           | 14. Okt. 1998                              | Takashi Imanishi             | Toshiki Inoue      |
| 10         | 10        | Die kleine Gangsterbraut            | 危険な家庭教師? 女子高生（スケバン）に愛の手料理 Kiken'na kateikyōshi? Mesukōsei (sukeban) ni ai no teryōri                                          | 8. Juni 1987           | 15. Okt. 1998                              | Mihiro Yamaguchi             | Yuuichi Higurashi  |
| 11         | 11        | Die schwarze Tulpe                  | レオタード美女はチューリップがお好き Reotādo bijo wa chūrippu ga o suki                                                                              | 15. Juni 1987          | 16. Okt. 1998                              | Kazunori Tanahashi           | Toshimichi Okawa   |
| 12         | 12        | Auf Wiedersehen                     | 子供（ガキ）は得だね! 危険な国のモッコリ美人 Kodomo (gaki) wa tokuda ne! Kiken'na kuni no mokkori bijin                                              | 22. Juni 1987          | 19. Okt. 1998                              | Mitsuko Kase                 | Sōji Yoshikawa     |
| 13         | 13        | Ruhm hat seinen Preis               | オレの敵は美女? 史上最大の美女地獄!! Ore no teki wa bijo? Shijō saidai no bijo jigoku!!                                                              | 29. Juni 1987          | 20. Okt. 1998                              | Takashi Imanishi             | Sōji Yoshikawa     |
| 14         | 14        | Der Lockvogel                       | 16歳結婚宣言! アイドルに熱いキッス 16-Sai kekkon sengen! Aidoru ni atsui kissu                                                                       | 6. Juli 1987           | 21. Okt. 1998                              | Kiyoshi Egami                | Yasushi Hirano     |
| 15         | 15        | Der Märchenprinz                    | 獠が女子大講師? 麗しのお嬢サマを守れ Ryo ga joshidai kōshi? Uruwashi no o jō-sama o mamore                                                           | 13. Juli 1987          | 22. Okt. 1998                              | Mihiro Yamaguchi             | Shoji Tonoike      |
| 16         | 16        | Eine Tasche voller Bomben           | おきゃんスチュワーデス 獠の教官物語 Okya n suchuwādesu Ryo no kyōkan monogatari                                                                      | 20. Juli 1987          | 23. Okt. 1998                              | Mitsuko Kase                 | Hiroyuki Hoshiyama |
| 17         | 17        | Design oder nichts sein             | 夏の美人デザイナー 獠の心はハイレッグ Natsu no bijin dezainā Ryo no kokoro wa haireggu                                                               | 27. Juli 1987          | 26. Okt. 1998                              | Kiyoshi Egami                | Yuuichi Higurashi  |
| 18         | 18        | Ryo, der Götterbote                 | 夏の夜のお告げ?! 祈祷師に恋の手ほどき Natsunoyo no otsuge?! Kitō-shi ni koinotehodoki                                                                | 3. Aug. 1987           | 27. Okt. 1998                              | Takashi Imanishi             | Junki Takegami     |
| 19         | 19        | Strand der Erinnerungen             | 思い出の渚 オーディションは危険がいっぱい Omoidenonagisa ōdishon wa kiken ga ippai                                                                   | 10. Aug. 1987          | 28. Okt. 1998                              | Mihiro Yamaguchi             | Akinori Endo       |
| 20         | 20        | Der längste Tag seines Lebens       | 姿なき狙撃者!! 獠と冴子の危険なゲーム Yama kara hime ga oritekuru Ryo no naga ~ i tsuitachi                                                          | 17. Aug. 1987          | 29. Okt. 1998                              | Mitsuko Kase                 | Sōji Yoshikawa     |
| 21         | 21        | Die Wette                           | おきゃんスチュワーデス 獠の教官物語 Sugata naki sogeki-sha!! Ryo to Saeko no kiken'na gēmu                                                           | 24. Aug. 1987          | 30. Okt. 1998                              | Kiyoshi Egami                | Hiroyuki Hoshiyama |
| 22         | 22        | Das Duell                           | 愛のキューピット ダイヤモンドに乾杯!! Ai no kyūpitto daiyamondo ni kanpai!                                                                           | 31. Aug. 1987          | 2. Nov. 1998                               | Takashi Imanishi             | Toshiki Inoue      |
| 23         | 23        | Die Killerbienen                    | 毒バチブンブン!! 空から花嫁降ってきた Doku bachibunbun!! Sora kara hanayome futte kita                                                               | 7. Sep. 1987           | 3. Nov. 1998                               | Mihiro Yamaguchi             | Akinori Endo       |
| 24         | 24        | Krankenschwester in Gefahr          | バラ色の入院生活? 狙われた白衣の天使 Bara-iro no nyūin seikatsu? Nerawareta hakui no tenshi                                                          | 14. Sep. 1987          | 4. Nov. 1998                               | Mitsuko Kase                 | Shoji Tonoike      |
| 25         | 25        | Engel der Hölle                     | 愛の国際親善?! ライバルはブロンド美人 Ai no kokusai shinzen?! Raibaru wa burondo bijin                                                               | 21. Sep. 1987          | 5. Nov. 1998                               | Kiyoshi Egami                | Junki Takegami     |
| 26         | 26        | Erste Liebe                         | 愛ってなんですか? 獠の正しい恋愛講座 Ai ttena ndesu ka? Ryo no tadashī ren'ai kōza                                                                   | 28. Sep. 1987          | 6. Nov. 1998                               | Yoshitaka Fujimoto           | Yuzo Aoki          |
| 27         | 27        | Der Falke – Teil 1                  | 獠と海坊主の純情足ながおじさん伝説（前編） Ryo to Umibōzu no junjō ashinaga ojisan densetsu (Zenpen)                                                 | 5. Okt. 1987           | 9. Nov. 1998                               | Takashi Imanishi             | Kenji Kodama       |
| 28         | 28        | Der Falke – Teil 2                  | 獠と海坊主の純情足ながおじさん伝説（後編） Ryo to Umibōzu no junjō ashinaga ojisan densetsu (Kōhen)                                                  | 12. Okt. 1987          | 10. Nov. 1998                              | Mihiro Yamaguchi             | Kenji Kodama       |
| 29         | 29        | Für eine Handvoll Yen               | 依頼料は500円!? メルヘン美人は獠好み Irai-ryō wa 500-en!? Meruhen bijin wa Ryo konomi                                                                | 19. Okt. 1987          | 11. Nov. 1998                              | Mitsuko Kase                 | Hiroyuki Hoshiyama |
| 30         | 30        | Die Erbschaft                       | 恋のライバル出現!? 香さんをいただきます Koi no raibaru shutsugen!? Kaori-san o itadakimasu                                                           | 26. Okt. 1987          | 12. Nov. 1998                              | Kiyoshi Egami                | Akinori Endo       |
| 31         | 31        | Die Motorradgang                    | バリバリラブ! 乙女心を駆けぬけろ! Baribarirabu! Otomekokoro o kake nukero!                                                                           | 2. Nov. 1987           | 13. Nov. 1998                              | Yoshitaka Fujimoto           | Toshiki Inoue      |
| 32         | 32        | Ryo in Lebensgefahr                 | 獠死なないで!! ハードボイルドマグナム Ryo shinanai de!! Hādoboirudomagunamu                                                                          | 9. Nov. 1987           | 16. Nov. 1998                              | Takashi Imanishi             | Akinori Endo       |
| 33         | 33        | Geisterliebe                        | がんばれ海坊主!! ハードな初恋協奏曲 Ganbare Umibōzu!! Hādona hatsukoi kyōsōkyoku                                                                     | 16. Nov. 1987          | 17. Nov. 1998                              | Mitsuko Kase                 | Hiroyuki Hoshiyama |
| 34         | 34        | Vater wider Willen                  | 衝撃!! 獠の父親宣言 寝てる子は起こすな Shōgeki!! Ryo no chichioya sengen ne teru ko wa okosu na                                                      | 23. Nov. 1987          | 18. Nov. 1998                              | Yoshitaka Fujimoto           | Shoji Tonoike      |
| 35         | 35        | Die Bestechungsaffäre               | 突撃美人キャスター 獠の秘（まるひ）モッコリ取材 Totsugeki bijin kyasutā Ryo no hi (maru hi) mokkori shuzai                                           | 30. Nov. 1987          | 19. Nov. 1998                              | Yūji Mutō                    | Akinori Endo       |
| 36         | 36        | Ein schrecklicher Verdacht          | 女子大生愛のツッパリ! 誰かが私を狙ってる Joshidai nama ai no tsuppari! Darekaga watashi o neratteru                                                  | 7. Dez. 1987           | 20. Nov. 1998                              | Takashi Imanishi             | Yasushi Hirano     |
| 37         | 37        | Der Geist der Samurais – Teil 1     | 新宿仁義一直線! 着流し美人は弟子志願（前編） Shinjuku jingi itchokusen! Kinagashi bijin wa deshi shigan (Zenpen)                                     | 14. Dez. 1987          | 23. Nov. 1998                              | Kiyoshi Egami                | Junki Takegami     |
| 38         | 38        | Der Geist der Samurais – Teil 2     | 新宿仁義一直線! 着流し美人は弟子志願（後編） Shinjuku jingi itchokusen! Kinagashi bijin wa deshi shigan (Kōhen)                                      | 21. Dez. 1987          | 24. Nov. 1998                              | Mitsuko Kase                 | Junki Takegami     |
| 39         | 39        | Drei Tage der Freiheit              | プッツンかぐや姫! 獠も手を焼く記憶喪失 Puttsun kaguyahime! Ryo mo te o yaku kioku sōshitsu                                                           | 4. Jan. 1988           | 25. Nov. 1998                              | Mihiro Yamaguchi             | Akinori Endo       |
| 40         | 40        | Das Lächeln der Kleopatra           | もっこりパートナー! 依頼料はシャワーの後で Mokkori pātonā! Irai-ryō wa shawā no nochi de                                                             | 11. Jan. 1988          | 26. Nov. 1998                              | Yoshitaka Fujimoto           | Yuuichi Higurashi  |
| 41         | 41        | Sterben Sie wohl! – Teil 1          | 冴子の妹は女探偵?（前編）翔んだ女の大胆秘密 Saeko no imōto wa on'na tantei? (Zenpen) tonda on'na no daitan himitsu                                   | 18. Jan. 1988          | 27. Nov. 1998                              | Takashi Imanishi             | Akinori Endo       |
| 42         | 42        | Sterben Sie wohl! – Teil 2          | 冴子の妹は女探偵?（後編）翔んだ女の大捕物帳 Saeko no imōto wa on'na tantei? (Kōhen) tonda on'na no dai torimono-chō                                  | 25. Jan. 1988          | 30. Nov. 1998                              | Kiyoshi Egami                | Akinori Endo       |
| 43         | 43        | Der Klub der schlechten Dichter     | 女心のクッキー記念日胸ボクロと初恋の唄 On'nagokoro no kukkī kinenbi mune bokuro to hatsukoi no uta                                                   | 1. Feb. 1988           | 1. Dez. 1998                               | Mitsuko Kase                 | Toshiki Inoue      |
| 44         | 44        | Die Entführung                      | 子供100人に聞きました!? 獠は僕らのヒーローだ Kodomo 100-ri ni kikimashita! ? Ryo wa bokura no hīrōda                                                 | 8. Feb. 1988           | 2. Dez. 1998                               | Yoshitaka Fujimoto           | Hidemi Kamata      |
| 45         | 45        | Eiskalte Zeiten                     | 三姉妹は招くよ! 獠ちゃんのスキー天国 Sanshimai wa maneku yo! Ryo-Chan no sukī tengoku                                                                | 15. Feb. 1988          | 3. Dez. 1998                               | Mihiro Yamaguchi             | Hiroyuki Hoshiyama |
| 46         | 46        | Gefährliche Fingerübungen           | 盗ってもスリリング明日に向ってすれ!! Totte mo suriringu ashita ni mukatte sure!!                                                                     | 22. Feb. 1988          | 4. Dez. 1998                               | Yūji Mutō                    | Akinori Endo       |
| 47         | 47        | Attentat am Billardtisch            | モッコリが特効薬!? 美女ハスラーと愛の球跡 Mokkori ga tokkōyaku!? Bijo hasurā to ai no kyū ato                                                        | 29. Feb. 1988          | 7. Dez. 1998                               | Takashi Imanishi             | ?                  |
| 48         | 48        | Das Trauerschloß                    | 春よこい恋未亡人! さぁ喪服をぬいで… Haruyo koi koi mibōjin! Sa~a mofuku o nui de…                                                                    | 7. März 1988           | 8. Dez. 1998                               | Kiyoshi Egami                | Akinori Endo       |
| 49         | 49        | Und führe mich nicht in Versuchung! | 迷えるシスターもっこりは愛のお導き!? Mayoeru shisutā mokkori wa ai no o michibiki!?                                                                  | 14. März 1988          | 9. Dez. 1998                               | Mitsuko Kase                 | Shoji Tonoike      |
| 50         | 50        | Der Alptraum – Teil 1               | 史上最強の敵!! 獠と香のラストマッチ（前編） Shijō saikyō no teki!! Ryo to Kaori no rasuto matchi (Zenpen)                                            | 21. März 1988          | 10. Dez. 1998                              | Yoshitaka Fujimoto           | Akinori Endo       |
| 51         | 51        | Der Alptraum – Teil 2               | 史上最強の敵!! 獠と香のラストマッチ（後編） Shijō saikyō no teki!! Ryo to Kaori no rasuto matchi (Kōhen)                                             | 28. März 1988          | 11. Dez. 1998                              | Mihiro Yamaguchi             | Akinori Endo       |

## Staffel 2 (City Hunter 2)
| Nr. (ges.) | Nr. (St.) | Deutscher Titel                             | Originaltitel | Erstausstrahlung Japan | Deutschsprachige Erstausstrahlung (D/A/CH) | Regie              | Drehbuch                       |
| ---------- | --------- | ------------------------------------------- | --- | ---------------------- | ------------------------------------------ | ------------------ | ------------------------------ |
| 52         | 1         | Das Model und der Killer – Teil 1           | 獠は許嫁!? 出会って恋して占います!（前編） Ryo wa iinazuke!? Deatte koishite uranaimasu! (Zenpen)                                                             | 8. Apr. 1988           | 14. Dez. 1998                              | Takashi Imanishi   | Yuzo Aoki                      |
| 53         | 2         | Das Model und der Killer – Teil 2           | 獠は許嫁!? 出会って恋して占います!（後編） Ryo wa iinazuke!? Deatte koishite uranaimasu! (Kōhen)                                                              | 15. Apr. 1988          | 15. Dez. 1998                              | Kiyoshi Egami      | Yuzo Aoki                      |
| 54         | 3         | Ein mörderisches Spiel – Teil 1             | 狙われた香!! 愛の言葉はさようなら（前編） Nerawa reta ka!! Ai no kotoba wa sayōnara (Zenpen)                                                                  | 22. Apr. 1988          | 16. Dez. 1998                              | Yoshitaka Fujimoto | Kenji Kodama                   |
| 55         | 4         | Ein mörderisches Spiel – Teil 2             | 狙われた香!! 愛の言葉はさようなら（後編） Nerawa reta ka!! Ai no kotoba wa sayōnara (Kōhen)                                                                   | 29. Apr. 1988          | 17. Dez. 1998                              | Mihiro Yamaguchi   | Kenji Kodama                   |
| 56         | 5         | Trip in die Unterwelt                       | モッコリ迷探偵!? 美人作家の推理ゲーム Mokkori Meitantei!? Bijin sakka no suiri gēmu                                                                           | 6. Mai 1988            | 18. Dez. 1998                              | Mitsuko Kase       | Hidemi Kamata                  |
| 57         | 6         | Künstlerpech                                | 獠がヌードモデル!? 名画を盗んだ美人画家 Ryo ga nūdomoderu!? Meiga o nusunda bijin gaka                                                                        | 13. Mai 1988           | 21. Dez. 1998                              | Yoshitaka Fujimoto | Hidemi Kamata                  |
| 58         | 7         | Die Kristalinsel                            | 南の島からの依頼ココナツ娘と愛の楽園 Minami no shima kara no irai kokonatsu musume to ai no rakuen                                                            | 20. Mai 1988           | 22. Dez. 1998                              | Takashi Imanishi   | Akinori Endo                   |
| 59         | 8         | Die Unschuld vom Lande                      | 気がつけば危ない刑事（デカ）東京だよお父つぁん! Kigatsukeba abunai keiji (deka) Tōkyōda yo otottsu~an!                                                        | 27. Mai 1988           | 23. Dez. 1998                              | Kiyoshi Egami      | Akinori Endo                   |
| 60         | 9         | Eine Laus im Pelz                           | 恋の速度（スピード）違反! 白バイ美人と手錠で交際 Koi no sokudo (supīdo) ihan! Shirobai bijin to tejō de kōsai                                                 | 3. Juni 1988           | 24. Dez. 1998                              | Mitsuko Kase       | Hiroyuki Hoshiyama             |
| 61         | 10        | Unter Strom – Teil 1                        | モッコリ殺し!? 王女の高貴なオーラ（前編） Mokkori koroshi!? Ōjo no kōkina ōra (Zenpen)                                                                        | 10. Juni 1988          | 25. Dez. 1998                              | Mihiro Yamaguchi   | Kenji Kodama                   |
| 62         | 11        | Unter Strom – Teil 2                        | モッコリ殺し!? 王女の高貴なオーラ（後編） Mokkori koroshi!? Ōjo no kōkina ōra (Kōhen)                                                                         | 17. Juni 1988          | 28. Dez. 1998                              | Yoshitaka Fujimoto | Kenji Kodama                   |
| 63         | 12        | Starke Frauen                               | 場外乱闘流血必至!! 恋のコブラツイスト Jōgai rantō ryūketsu hisshi!! Koi no koburatsuisuto                                                                     | 24. Juni 1988          | 29. Dez. 1998                              | Takashi Imanishi   | Yasushi Hirano                 |
| 64         | 13        | Ein falscher Zahn                           | 最新密輸工作!! 美人歯科医の愛情治療 Saishin mitsuyu kōsaku!! Bijin shikai no aijō chiryō                                                                      | 1. Juli 1988           | 30. Dez. 1998                              | Kiyoshi Egami      | Hiroshi Ohnogi                 |
| 65         | 14        | Der neue Boss                               | 愛はお金を超えるか? モッコリ対貯金娘 Ai wa okane o koeru ka? Mokkori tai chokin musume                                                                        | 8. Juli 1988           | 31. Dez. 1998                              | Mitsuko Kase       | Toshiki Inoue                  |
| 66         | 15        | Gefährliche Rache – Teil 1                  | 死ぬな!海坊主!! 愛と復讐のマグナム（前編） Shinu na! Umibōzu!! Ai to fukushū no magunamu (Zenpen)                                                             | 15. Juli 1988          | 1. Jan. 1999                               | Yoshitaka Fujimoto | Akinori Endo                   |
| 67         | 16        | Gefährliche Rache – Teil 2                  | 死ぬな!海坊主!! 愛と復讐のマグナム（後編） Shinu na! Umibōzu!! Ai to fukushū no magunamu (Kōhen)                                                              | 22. Juli 1988          | 4. Jan. 1999                               | Mihiro Yamaguchi   | Akinori Endo                   |
| 68         | 17        | Ein heißer Fall – Teil 1                    | 大和撫子志願!? モッコリは国境を越えて（前編） Yamatonadeshiko shigan!? Mokkori wa kokkyō o koete (Zenpen)                                                     | 29. Juli 1988          | 5. Jan. 1999                               | Mihiro Yamaguchi   | Yuuichi Higurashi              |
| 69         | 18        | Ein heißer Fall – Teil 2                    | 大和撫子志願!? モッコリは国境を越えて（後編） Yamatonadeshiko shigan!? Mokkori wa kokkyō o koete (Kōhen)                                                      | 5. Aug. 1988           | 6. Jan. 1999                               | Kiyoshi Egami      | Yuuichi Higurashi              |
| 70         | 19        | Ein schwerer Wein                           | 香ちゃん大活躍!! 思い出のワインで乾杯 Kaori-chan dai katsuyaku!! Omoide no wain de kanpai                                                                     | 12. Aug. 1988          | 7. Jan. 1999                               | Yoshitaka Fujimoto | ?                              |
| 71         | 20        | Kopflos!                                    | 香が記憶喪失!! さらば愛しきパートナー Kaori ga kioku sōshitsu!! Saraba itoshiki pātonā                                                                        | 19. Aug. 1988          | 8. Jan. 1999                               | Mitsuko Kase       | Hidemi Kamata                  |
| 72         | 21        | Dabeisein ist alles                         | めざせ金メダル!! 射撃美人に密着指導 Mezase kinmedaru!! Shageki bijin ni mitchaku shidō                                                                        | 26. Aug. 1988          | 11. Jan. 1999                              | Mihiro Yamaguchi   | Yasushi Hirano                 |
| 73         | 22        | So ist die Liebe, so ist der Krieg – Teil 1 | 標的（ターゲット）は獠! 激写美人（フォーカスレディ）は危険が大好き!（前編） Hyōteki (tāgetto) wa Ryo! Gekisha bijin (fōkasuredi) wa kiken ga daisuki (Zenpen) | 9. Sep. 1988           | 12. Jan. 1999                              | Mitsuko Kase       | Yuzo Aoki                      |
| 74         | 23        | So ist die Liebe, so ist der Krieg – Teil 2 | 標的（ターゲット）は獠! 激写美人（フォーカスレディ）は危険が大好き!（後編） Hyōteki (tāgetto) wa Ryo! Gekisha bijin (fōkasuredi) wa kiken ga daisuki (Kōhen)  | 9. Sep. 1988           | 13. Jan. 1999                              | Yoshitaka Fujimoto | Yuzo Aoki                      |
| 75         | 24        | Die letzte Ninja                            | 必殺桃色吐息!? 大都会くの一進出物語 Hissatsu momoiro toiki!? Dai tokai kunoichi shinshutsu monogatari                                                         | 16. Sep. 1988          | 14. Jan. 1999                              | Kiyoshi Egami      | Toshiki Inoue                  |
| 76         | 25        | Maskerade – Teil 1                          | 狙われた証人! 男装美女と危険な二人（前編） Nerawa reta shōnin! Dansō bijo to kiken'nafutari (Zenpen)                                                          | 30. Sep. 1988          | 15. Jan. 1999                              | Mitsuko Kase       | Yuzo Aoki                      |
| 77         | 26        | Maskerade – Teil 2                          | 狙われた証人! 男装美女と危険な二人（後編） Nerawa reta shōnin! Dansō bijo to kiken'nafutari (Kōhen)                                                           | 7. Okt. 1988           | 18. Jan. 1999                              | Mihiro Yamaguchi   | Yuzo Aoki                      |
| 78         | 27        | Makimuras Vermächtnis – Teil 1              | 槇村からのメッセージ想い出は永遠に（前編） Maki-mura kara no messēji omoide wa eien ni (Zenpen)                                                               | 14. Okt. 1988          | 19. Jan. 1999                              | Yoshitaka Fujimoto | Akinori Endo & Junji Kobayashi |
| 79         | 28        | Makimuras Vermächtnis – Teil 2              | 槇村からのメッセージ想い出は永遠に（後編） Maki-mura kara no messēji omoide wa eien ni (Kōhen)                                                                | 21. Okt. 1988          | 20. Jan. 1999                              | Kiyoshi Egami      | Akinori Endo & Junji Kobayashi |
| 80         | 29        | Du gehst mir auf die Nerven, Kleines        | 傷だらけの純情! 鉄砲玉に天使の祈り Kizu-darake no junjō! Teppōdama ni tenshi no inori                                                                         | 28. Okt. 1988          | 21. Jan. 1999                              | Mitsuko Kase       | Akinori Endo                   |
| 81         | 30        | Oh, wie so lügnerisch!                      | 獠だまされてね! 少女に冴子の贈り物 Ryo damasa rete ne! Shōjo ni Saeko no okurimono                                                                            | 4. Nov. 1988           | 22. Jan. 1999                              | Mihiro Yamaguchi   | Hidemi Kamata                  |
| 82         | 31        | Falsche Freunde – Teil 1                    | さらば友よ…心にひびく最期の銃声（ラスト・ショット）（前編） Sarabatomoyo… kokoro ni hibiku saigo no jūsei (rasuto shotto) (Zenpen)                            | 11. Nov. 1988          | 25. Jan. 1999                              | Yoshitaka Fujimoto | Yasushi Hirano                 |
| 83         | 32        | Falsche Freunde – Teil 2                    | さらば友よ…心にひびく最期の銃声（ラスト・ショット）（後編） Sarabatomoyo… kokoro ni hibiku saigo no jūsei (rasuto shotto) (Kōhen)                             | 18. Nov. 1988          | 26. Jan. 1999                              | Akihiko Nishiyama  | Yasushi Hirano                 |
| 84         | 33        | Allein unter Punks – Teil 1                 | モッコリ契約成立! 獠と不良娘の珍道中（前編） Mokkori keiyaku seiritsu! Ryo to furyō musume no chin dōchū (Zenpen)                                             | 25. Nov. 1988          | 27. Jan. 1999                              | Kiyoshi Egami      | Yuuichi Higurashi              |
| 85         | 34        | Allein unter Punks – Teil 2                 | モッコリ契約成立! 獠と不良娘の珍道中（後編） Mokkori keiyaku seiritsu! Ryo to furyō musume no chin dōchū (Kōhen)                                              | 2. Dez. 1988           | 28. Jan. 1999                              | Mitsuko Kase       | Yuuichi Higurashi              |
| 86         | 35        | Ja, großer Meister                          | 獠はインストラクター究極のモッコリ戦法 Ryo wa insutorakutā kyūkyoku no mokkori senpō                                                                          | 9. Dez. 1988           | 29. Jan. 1999                              | Yoshitaka Fujimoto | Hidemi Kamata                  |
| 87         | 36        | Alles Geschmacksache                        | 獠は美味しんぼ! そば打ち美人に粋なPR Ryo wa oishinbo! Soba-uchi bijin ni ikina PR                                                                             | 16. Dez. 1988          | 1. Feb. 1999                               | Mihiro Yamaguchi   | Toshiki Inoue                  |
| 88         | 37        | Von wegen Stille Nacht! – Teil 1            | 獠が香に…クリスマスに愛をこめて（前編） Ryo ga Kaori ni… kurisumasu ni ai o komete (Zenpen)                                                                   | 23. Dez. 1988          | 2. Feb. 1999                               | Akihiko Nishiyama  | Yasushi Hirano                 |
| 89         | 38        | Von wegen Stille Nacht! – Teil 2            | 獠が香に…クリスマスに愛をこめて（後編） Ryo ga Kaori ni… kurisumasu ni ai o komete (Kōhen)                                                                    | 30. Dez. 1988          | 3. Feb. 1999                               | Kiyoshi Egami      | Yasushi Hirano                 |
| 90         | 39        | Auf Freiers Plattfüssen – Teil 1            | 海ちゃん色男! 美人スイーパー美樹が肉迫（前編） Kaichan irootoko! Bijin suīpā Miki ga nikuhaku (Zenpen)                                                        | 20. Jan. 1989          | 4. Feb. 1999                               | Yoshitaka Fujimoto | Yuzo Aoki                      |
| 91         | 40        | Auf Freiers Plattfüssen – Teil 2            | 海ちゃん色男! 美人スイーパー美樹が肉迫（後編） Kaichan irootoko! Bijin suīpā Miki ga nikuhaku (Kōhen)                                                         | 27. Jan. 1989          | 5. Feb. 1999                               | Mitsuko Kase       | Yuzo Aoki                      |
| 92         | 41        | Blick in die Seele – Teil 1                 | モッコリだらけ! 獠の心と超能力（エスパー）少女（前編） Mokkori-darake! Ryo no kokoro to chō nōryoku (esupā) shōjo (Zenpen)                                    | 3. Feb. 1989           | 8. Feb. 1999                               | Mihiro Yamaguchi   | Kenji Kodama                   |
| 93         | 42        | Blick in die Seele – Teil 2                 | モッコリだらけ! 獠の心と超能力（エスパー）少女（後編） Mokkori-darake! Ryo no kokoro to chō nōryoku (esupā) shōjo (Kōhen)                                     | 10. Feb. 1989          | 9. Feb. 1999                               | Kiyoshi Egami      | Kenji Kodama                   |
| 94         | 43        | Das starke Gemächt – Teil 1                 | 獠は恋泥棒! 魔鏡に秘めた愛の行方（前編） Ryo wa koi dorobō! Ma-kyō ni himeta ai no yukue (Zenpen)                                                             | 17. Feb. 1989          | 10. Feb. 1999                              | Yoshitaka Fujimoto | Yuzo Aoki                      |
| 95         | 44        | Das starke Gemächt – Teil 2                 | 獠は恋泥棒! 魔鏡に秘めた愛の行方（後編） Ryo wa koi dorobō! Ma-kyō ni himeta ai no yukue (Kōhen)                                                              | 24. Feb. 1989          | 11. Feb. 1999                              | Akihiko Nishiyama  | Yuzo Aoki                      |
| 96         | 45        | Gangsterkrieg – Teil 1                      | 19歳の未亡人! スケッチ美人に心の恋人（前編） 19-Sai no mibōjin! Suketchi bijin ni kokoro no koibito (Zenpen)                                                  | 3. März 1989           | 12. Feb. 1999                              | Mitsuko Kase       | Mitsuko Kase                   |
| 97         | 46        | Gangsterkrieg – Teil 2                      | 19歳の未亡人! スケッチ美人に心の恋人（後編） 19-Sai no mibōjin! Suketchi bijin ni kokoro no koibito (Kōhen)                                                   | 10. März 1989          | 15. Feb. 1999                              | Yoshitaka Fujimoto | Mitsuko Kase                   |
| 98         | 47        | Ein ungewöhnliches Beweisstück – Teil 1     | 夢みるように恋したい12歳天使の作戦（前編） Yumemiru yō ni koi shitai 12-sai tenshi no sakusen (Zenpen)                                                        | 17. März 1989          | 16. Feb. 1999                              | Kiyoshi Egami      | Kiyoshi Egami                  |
| 99         | 48        | Ein ungewöhnliches Beweisstück – Teil 2     | 夢みるように恋したい12歳天使の作戦（後編） Yumemiru yō ni koi shitai 12-sai tenshi no sakusen (Kōhen)                                                         | 24. März 1989          | 17. Feb. 1999                              | Akihiko Nishiyama  | Yuzo Aoki                      |
| 100        | 49        | Eiskalte Erpressung – Teil 1                | さらばハードボイルド・シティー（前編） Saraba hādoboirudo shitī (Zenpen)                                                                                      | 31. März 1989          | 18. Feb. 1999                              | Mitsuko Kase       | Yasushi Hirano                 |
| 101        | 50        | Eiskalte Erpressung – Teil 2                | さらばハードボイルド・シティー（後編） Saraba hādoboirudo shitī (Kōhen)                                                                                       | 7. Apr. 1989           | 19. Feb. 1999                              | Yoshitaka Fujimoto | Yasushi Hirano                 |
| 102        | 51        | Die ganze Wahrheit                          | 水晶の予言! 香によみがえる記憶の鎖 Suishō no yogen! Kaori ni yomigaeru kioku no kusari                                                                        | 14. Apr. 1989          | 22. Feb. 1999                              | Takashi Imanishi   | Shoji Tonoike                  |
| 103        | 52        | Geliebtes Schwesterherz – Teil 1            | 20年目の再会! 冴羽さん妹をよろしく（前編 20-Nen-me no saikai! Sae-wa-san imōto o yoroshiku (Zenpen)                                                           | 21. Apr. 1989          | 23. Feb. 1999                              | Kiyoshi Egami      | Kiyoshi Egami                  |
| 104        | 53        | Geliebtes Schwesterherz – Teil 2            | 20年目の再会! 冴羽さん妹をよろしく（後編） 20-Nen-me no saikai! Sae-wa-san imōto o yoroshiku (Kōhen)                                                          | 28. Apr. 1989          | 24. Feb. 1999                              | Mitsuko Kase       | Mitsuko Kase                   |
| 105        | 54        | Lästige Verehrer – Teil 1                   | 17歳のプロポーズ疑惑のデートパニック（前編） 17-Sai no puropōzu giwaku no dētopanikku (Zenpen)                                                                | 5. Mai 1989            | 25. Feb. 1999                              | Kiyoshi Egami      | Yuzo Aoki                      |
| 106        | 55        | Lästige Verehrer – Teil 2                   | 17歳のプロポーズ疑惑のデートパニック（後編） 17-Sai no puropōzu giwaku no dētopanikku (Kōhen)                                                                 | 12. Mai 1989           | 26. Feb. 1999                              | Tsuneo Tominaga    | Yuzo Aoki                      |
| 107        | 56        | Des Pudels Kern – Teil 1                    | 新宿サクセス物語お隣さんは美人ダンサー（前編） Shinjuku sakusesu monogatari otonari-san wa bijin dansā (Zenpen)                                               | 19. Mai 1989           | 1. März 1999                               | Kiyoshi Egami      | Kenji Kodama                   |
| 108        | 57        | Des Pudels Kern – Teil 2                    | 新宿サクセス物語お隣さんは美人ダンサー（後編） Shinjuku sakusesu monogatari otonari-san wa bijin dansā (Kōhen)                                                | 26. Mai 1989           | 2. März 1999                               | Tsuneo Tominaga    | Kenji Kodama                   |
| 109        | 58        | Gekrönt und verwöhnt – Teil 1               | 獠のスパルタ教育! ハーレム育ちの悪ガキ王子（前編） Ryo no suparuta kyōiku! Hāremu sodachi no waru gaki ōji (Zenpen)                                           | 2. Juni 1989           | 3. März 1999                               | Yoshitaka Fujimoto | Yasushi Hirano                 |
| 110        | 59        | Gekrönt und verwöhnt – Teil 2               | 獠のスパルタ教育! ハーレム育ちの悪ガキ王子（後編） Ryo no suparuta kyōiku! Hāremu sodachi no waru gaki ōji (Kōhen)                                            | 9. Juni 1989           | 4. März 1999                               | Takashi Imanishi   | Yasushi Hirano                 |
| 111        | 60        | Ganz bezaubernd                             | 恋は魔法ミスマジシャンは男性恐怖症 Koi wa mahō misumajishan wa dansei kyōfushō                                                                                | 23. Juni 1989          | 5. März 1999                               | Kiyoshi Egami      | Shoji Tonoike                  |
| 112        | 61        | Dunkle Vergangenheit – Teil 1               | グッドラックマイスイーパー二人のシティストリート（前編） Guddorakkumaisuīpā futari no shitisutorīto (Zenpen)                                                  | 30. Juni 1989          | 8. März 1999                               | Tsuneo Tominaga    | Kenji Kodama                   |
| 113        | 62        | Dunkle Vergangenheit – Teil 2               | グッドラックマイスイーパー二人のシティストリート（中編） Guddorakkumaisuīpā futari no shitisutorīto (Chūhen)                                                  | 7. Juli 1989           | 9. März 1999                               | Yoshitaka Fujimoto | Yuzo Aoki                      |
| 114        | 63        | Dunkle Vergangenheit – Teil 3               | グッドラックマイスイーパー二人のシティストリート（後編） Guddorakkumaisuīpā futari no shitisutorīto (Kōhen)                                                   | 14. Juli 1989          | 10. März 1999                              | Takashi Imanishi   | Kenji Kodama                   |

## Staffel 3 (City Hunter 3)
| Nr. (ges.) | Nr. (St.) | Deutscher Titel | Originaltitel                                                                                   | Erstausstrahlung Japan | Deutschsprachige Erstausstrahlung (D/A/CH) | Regie        | Drehbuch          |
| ---------- | --------- | --------------- | ----------------------------------------------------------------------------------------------- | ---------------------- | ------------------------------------------ | ------------ | ----------------- |
| 115        | 1         | –               | 脱モッコリ宣言! XYZは世界を救う Datsu mokkori sengen! XYZ wa sekai o sukuu                      | 15. Okt. 1989          | –                                          | Kenji Kodama | Shoji Tonoike     |
| 116        | 2         | –               | 天下の恋愛現行犯! 美人弁護士をくどく法 Tenka no ren'ai genkōhan! Bijin bengoshi o kudoku hō     | 22. Okt. 1989          | –                                          | Kenji Kodama | Masumi Hirayanagi |
| 117        | 3         | –               | 香もプッツン! 獠と令嬢“代打結婚物語” Kaori mo puttsun! Ryo to reijō “daida kekkon monogatari”   | 29. Okt. 1989          | –                                          | Kenji Kodama | Yuuichi Higurashi |
| 118        | 4         | –               | 危ない探偵ごっこ! お嬢さんにパイソンを（前編） Abunai tantei-gokko! Ojōsan ni paison o (Zenpen) | 5. Nov. 1989           | –                                          | Kenji Kodama | Yuzo Aoki         |
| 119        | 5         | –               | 危ない探偵ごっこ! お嬢さんにパイソンを（後編） Abunai tantei-gokko! Ojōsan ni paison o (Kōhen)  | 12. Nov. 1989          | –                                          | Kenji Kodama | Yuzo Aoki         |
| 120        | 6         | –               | がんこな海坊主! ジェラシー子猫物語 Gan kona umibōzu! Jerashī koneko monogatari                  | 19. Nov. 1989          | –                                          | Kenji Kodama | Yasushi Hirano    |
| 121        | 7         | –               | 恋はダイビング! 美女が水着に着がえたら Koi wa daibingu! Bijo ga mizugi ni chaku ga etara        | 26. Nov. 1989          | –                                          | Kenji Kodama | Masumi Hirayanagi |
| 122        | 8         | –               | 獠って何者? 女子大生もスリルにメロメロ Ryo Ttenani-sha? Joshidai-sei mo suriru ni meromero      | 3. Dez. 1989           | –                                          | Kenji Kodama | Shoji Tonoike     |
| 123        | 9         | –               | 雨のち晴の恋予報! 美人キャスターに愛の傘 Ame nochi hare no koiyohō! Bijin kyasutā ni ai no kasa | 10. Dez. 1989          | –                                          | Kenji Kodama | Takashi Imanishi  |
| 124        | 10        | –               | クリスマスにウェディングドレスを…（前編） Kurisumasu ni u~edingudoresu o…(Zenpen)               | 17. Dez. 1989          | –                                          | Kenji Kodama | Yasushi Hirano    |
| 125        | 11        | –               | クリスマスにウェディングドレスを…（後編） Kurisumasu ni u~edingudoresu o…(Kōhen)                | 24. Dez. 1989          | –                                          | Kenji Kodama | Yasushi Hirano    |
| 126        | 12        | –               | グッバイCITYさよならの贈りもの（前編） Gubbai CITY sayonara no okurimono (Zenpen)               | 14. Jan. 1990          | –                                          | Kenji Kodama | Yuuichi Higurashi |
| 127        | 13        | –               | グッバイCITYさよならの贈りもの（後編） Gubbai CITY sayonara no okurimono (Kōhen)                | 21. Jan. 1990          | –                                          | Kenji Kodama | Yuuichi Higurashi |

## Staffel 4 (City Hunter ’91)
| Nr. (ges.) | Nr. (St.) | Deutscher Titel | Originaltitel                                                                                    | Erstausstrahlung Japan | Deutschsprachige Erstausstrahlung (D/A/CH) | Regie         | Drehbuch                     |
| ---------- | --------- | --------------- | ------------------------------------------------------------------------------------------------ | ---------------------- | ------------------------------------------ | ------------- | ---------------------------- |
| 128        | 1         | –               | 迷コンビ大復活! 空から舞いおりた美女 Ne konbi dai fukkatsu! Sora kara mai orita bijo             | 28. Apr. 1991          | –                                          | Kiyoshi Egami | Shoji Tonoike                |
| 129        | 2         | –               | さらば香! シティーハンター逮捕指令 Saraba Kaori! Shitīhantā taiho shirei                         | 5. Mai 1991            | –                                          | Kiyoshi Egami | Yasushi Hirano               |
| 130        | 3         | –               | 危険を買う美女! 想い出は光の彼方に Kiken o kau bijo! Omoide wa hikari no kanata ni               | 12. Mai 1991           | –                                          | Kiyoshi Egami | Shinpei Goto & Shoji Tonoike |
| 131        | 4         | –               | 恋もA級ライセンス美人逃がし屋参上! Koi mo A-kyū raisensu bijin nigashi-ya sanjō!                 | 26. Mai 1991           | –                                          | Kiyoshi Egami | Shoji Tonoike                |
| 132        | 5         | –               | 恐怖! 新宿怪談!! さまよえる美女の魂 Kyōfu! Shinjuku kaidan!! Samayoeru bijo no tamashī           | 16. Juni 1991          | –                                          | Kiyoshi Egami | Shinpei Goto & Shoji Tonoike |
| 133        | 6         | –               | 別れのレクイエムあの面影をもう一度 Wakare no rekuiemu ano omokage o mōichido                     | 30. Juni 1991          | –                                          | Kiyoshi Egami | Shinpei Goto & Shoji Tonoike |
| 134        | 7         | –               | 隼人伊集院の非常にやすらぎの日その Hayato Ijūin no hijō ni yasuragi no hi sono                   | 21. Juli 1991          | –                                          | Kiyoshi Egami | Akihiko Inari                |
| 135        | 8         | –               | 美しい女性の復讐！悲しいブルース 亮のため Utsukushī josei no fukushū! Kanashī burūsu Ryō no tame | 28. Juli 1991          | –                                          | Kiyoshi Egami | Yasushi Hirano               |
| 136        | 9         | –               | 硝煙が行く場所。シティーハンターは夜明けで死ぬ Shōen ga iku basho. Shitīhantā wa yoake de shinu  | 4. Aug. 1991           | –                                          | Kiyoshi Egami | Yasushi Hirano               |
| 137        | 10        | –               | 今夜だけこの愛を…都会のシンデレラ物語 Kon'ya dake kono ai o… tokai no Shinderera monogatari      | 22. Sep. 1991          | –                                          | Kiyoshi Egami | Shoji Tonoike                |
| 138        | 11        | –               | 傷だらけのトリガー! 冴子が愛した刑事 Kizu-darake no torigā! Saeko ga aishita keiji               | 10. Okt. 1991          | –                                          | Kiyoshi Egami | Shinpei Goto & Shoji Tonoike |
| 139        | 12        | –               | 追憶の首飾り事件! 獠と悪女と槙村と Tsuioku no kubikazari jiken! Ryo to akujo to Maki-mura to     | 10. Okt. 1991          | –                                          | Kiyoshi Egami | Shoji Tonoike                |
| 140        | 13        | –               | 鎮魂のララバイ遠い国から来た貴公子 Chinkon no rarabai tōi kuni kara kita kikōshi                 | 10. Okt. 1991          | –                                          | Kiyoshi Egami | Akinori Endo                 |

## Filme, OVAs und Specials

### Filme
| Nr. | Deutscher Titel         | Japanischer Titel                                               | Kinostart (Japan) | Erstveröffentlichung (Deutschland) | Regie              | Drehbuch      |
| --- | ----------------------- | --------------------------------------------------------------- | ----------------- | ---------------------------------- | ------------------ | ------------- |
| 1   | Magnum of Love and Fate | 愛と宿命のマグナム (Ai to shukumei no magunamu)                 | 17. Juni 1989     | 30. März 2009                      | Kenji Kodama       | Akinori Endo  |
| 2   | -                       | 新宿プライベート・アイズ (Shinjuku puraibēto aizu)              | 8. Februar 2019   | -                                  | Kenji Kodama       | Yoichi Kato   |
| 3   | Angel Dust              | 天使の涙（エンジェルダスト） (Tenshi no namida (Enjeru dasuto)) | 8. September 2023 | 11. August 2024                    | Kazuyoshi Takeuchi | Yasuyuki Mutō |

### Original Video Animationen
| Nr. | Deutscher Titel           | Japanischer Titel                       | Erstveröffentlichung (Japan) | Erstveröffentlichung (Deutschland) | Regie        | Drehbuch       |
| --- | ------------------------- | --------------------------------------- | ---------------------------- | ---------------------------------- | ------------ | -------------- |
| 1   | Bay City Wars             | ベイシティウォーズ (Beishitiu~ōzu)      | 25. August 1990              | 27. April 2009                     | Kenji Kodama | Yasushi Hirano |
| 2   | Million Dollar Conspiracy | 百万ドルの陰謀 (Hyaku man-doru no inbō) | 25. August 1990              | 27. April 2009                     | Kenji Kodama | Shoji Tonoike  |

### TV-Specials
| Nr. | Deutscher Titel              | Japanischer Titel                                                                     | Erstveröffentlichung (Japan) | Erstveröffentlichung (Deutschland) | Regie            | Drehbuch                    |
| --- | ---------------------------- | ------------------------------------------------------------------------------------- | ---------------------------- | ---------------------------------- | ---------------- | --------------------------- |
| 1   | The Secret Service           | ザ・シークレット・サービス (Za shīkuretto sābisu)                                     | 5. Januar 1996               | 25. Mai 2009                       | Kenji Kodama     | Akinori Endo & Kenji Kodama |
| 2   | Goodbye my Sweetheart        | グッド・バイ・マイ・スイート・ハート (Guddo bai Mai suīto hāto)                       | 25. April 1997               | 29. Juni 2009                      | Kenji Kodama     | Yuuichi Higurashi           |
| 3   | Ryo Saeba, Live on the Scene | 緊急生中継！？ 凶悪犯冴羽獠の最期 (Kinkyū-sei chūkei! ? Kyōaku-han saebaryō no saigo) | 23. April 1999               | 27. Juli 2009                      | Masaharu Okuwaki | Nobuaki Kishima             |